# Macrotrachela mariae
Macrotrachela mariae är en hjuldjursart som beskrevs av Bartoš 1938. Macrotrachela mariae ingår i släktet Macrotrachela och familjen Philodinidae. Inga underarter finns listade i Catalogue of Life.